# Goodman (Missouri)
Pour les articles homonymes, voir Goodman.
Goodman est une cité du comté de McDonald, dans le Missouri, États-Unis. Sa population était de 1 248 habitants lors du recensement de 2010. Elle fait partie de la zone statistique métropolitaine de Fayetteville-Springdale-Rogers (Arkansas-Missouri).